# بير أبات
بير أبات ‏ (1180 - 1232 ) كاتب، وعالم موسيقى، وشاعر . اشتهر كونه ناسخًا لأنشودة السيد عام 1207 التي عثر عليها مُوقغة باسمه في مجلد مخطوطة من القرن الرابع عشر في المكتبة الوطنية الإسبانية في مدريد بإسبانيا، إلا أنها غير مُكتملة بحيث تنقصها الصفحة الأولى، وصفحتان في المُنتصف. وهي موجودة في المكتبة بهدف الحفظ فقط ولا يتم عرضها عادة.